# New Rockford
New Rockford è un centro abitato (city) degli Stati Uniti d'America, capoluogo della Contea di Eddy nello Stato del Dakota del Nord. Nel censimento del 2000 la popolazione era di 1.463 abitanti. La città è stata fondata nel 1883.

## Geografia fisica
Secondo i rilevamenti dell'United States Census Bureau, la località di New Rockford si estende su una superficie di 4,00 km², dei quali 3,90 km² sono occupati da terre, mentre 0,10 km² dalle acque.

## Popolazione
Secondo il censimento del 2000, a New Rockford vivevano 1.463 persone, ed erano presenti 378 gruppi familiari. La densità di popolazione era di 374 ab./km². Nel territorio comunale si trovavano 778 unità edificate. Per quanto riguarda la composizione etnica degli abitanti, il 98,02% era bianco, lo 0,14& era afroamericano e l'1,50% era nativo. Lo 0,14% apparteneva ad altre razze, mentre lo 0,21% apparteneva a due o più razze. La popolazione di ogni razza ispanica corrispondeva allo 0,55% degli abitanti.
Per quanto riguarda la suddivisione della popolazione in fasce d'età, il 20,8% era al di sotto dei 18, il 6,4% fra i 18 e i 24, il 21,3% fra i 25 e i 44, il 21,9% fra i 45 e i 64, mentre infine il 29,7% era al di sopra dei 65 anni di età. L'età media della popolazione era di 46 anni. Per ogni 100 donne residenti vivevano 84,5 maschi.